# Geneanet
Geneanet (ранее GeneaNet) — генеалогический веб-сайт с 4 миллионами участников. База данных состоит из данных, добавленных участниками, и предназначена для всех специалистов по генеалогии. Веб-сайт является совместным, и данные, добавленные участниками, доступны бесплатно для всех заинтересованных лиц. Необязательная годовая подписка предоставляет дополнительные возможности поиска и дополнительные записи.

## История
В 1996 году Жак Ле Маруа, Жером Абела и Жюльен Кассень запустили веб-сайт для «использования возможностей Интернета для создания базы данных, индексирующей все генеалогические ресурсы, существующие в мире, доступные или не онлайн». Прежнее название было «LPF» (Список фамилий Франции). Geneanet был официально запущен 2 декабря 1996 года.
Цель сайта — сопоставить с помощью генеалогических деревьев, которые строятся на сайте его участниками, сопоставить сотни тысяч записей и генеалогических данных, чтобы максимизировать возможности поиска общих предков и формирования генеалогических деревьев. Поиск по указателю может сказать, исследовалась ли фамилия генеалогом в определённом месте и в определённый период времени. За прошедшие годы Geneanet разработала новые инструменты: внутренний почтовый ящик, некоторые инструменты для печати диаграмм и списков, оцифрованную библиотеку… Число уникальных посетителей в месяц увеличилось с 330 000 в 2006 году до более чем 1 миллиона в 2018 году. В 2019 году Geneanet достигает более 2 миллионов уникальных посетителей в месяц, и сайт называют «тяжеловесом отрасли».
В августе 2012 года база данных Geneanet достигла рубежа в 1 миллиард записей, затем 2 миллиарда — в августе 2015 года и 6 миллиардов — в 2019 году.
В сентябре 2014 года Geneanet запустил проект по индексации солдат Первой мировой войны. В то время на сайте было более 530 000 генеалогических деревьев с 800 миллионами людей.
С 2015 года Geneanet участвует в генеалогической выставке, которая проводится в ратуше XV округа Парижа. В 2017 году Geneanet подписал соглашение о партнёрстве с FamilySearch, что позволяет мормонам (членам Церкви Иисуса Христа Святых последних дней) иметь бесплатную подписку Geneanet Premium.
В 2018 году Geneanet принимает участие в дискуссии о применении тестов ДНК для генеалогических целей. С тех пор сайт проводит опросы среди своих участников (было проведено 20 тыс. опросов в 2018 году).
28 июня 2018 года генеральный директор Geneanet Жак Ле Маруа присутствовал на Генеральной ассамблее Filae, главного сайта- конкурента, поскольку компания Trudaine Participations (более 30 % капитала которой принадлежит Geneanet) приобрела 25 % Filae. Geneanet была приобретена Ancestry.com в августе 2021 года.

## Описание
По состоянию на март 2019 года Geneanet насчитывает 3 миллиона участников, 800 000 генеалогических деревьев и 6 миллиардов проиндексированных лиц. Сайт предлагает три уровня использования (посетитель, зарегистрированный и премиум): второй уровень позволяет создать генеалогическое древо, а третий уровень — это платная услуга, которая позволяет получить доступ к коллекциям, добавленным, среди прочего, генеалогическими обществами.
Geneanet позволяет пользователям бесплатно создавать генеалогическое древо с неограниченным количеством лиц. Платная подписка позволяет участникам более легко находить информацию, получать уведомления по электронной почте о новых совпадениях, получать доступ к библиотеке генеалогии с 3 миллиардами проиндексированных лиц и сопоставлять своё генеалогическое древо с базой данных.

## Особенности
Сайт Geneanet, основанный на GeneWeb, позволяет рассчитывать и отображать отношения между двумя людьми в генеалогическом древе, а также выделять возможные кровные родства. Некоторые отношения между известными людьми были освещены прессой.
С декабря 2015 года Geneanet позволяет всем пользователям выполнять поиск в базе данных с помощью расширенной поисковой системы, которая может выполнять запросы по имени и фамилии, опция, которая была зарезервирована для платных участников. В сентябре 2017 года Geneanet запустила новую опцию сопоставления для поиска общих людей в генеалогических деревьях участников.
С 2018 года Geneanet предлагает услугу автоматического создания и печати семейной книги из семейного древа в рамках партнёрства с сайтом Patronomia.

## Geneanet ДНК
17 февраля 2020 года Geneanet запустила службу Geneanet ДНК, которая позволяет пользователям, прошедшим тест ДНК, загружать свои данные ДНК и бесплатно находить новых родственников.